# Route nationale 57
La route nationale 57 (RN 57 o N 57) è una strada nazionale francese lunga 338 km che parte da Metz e termina a Jougne.

## Percorso
Ha inizio ad ovest della città, dalla N3, e risale il corso della Mosella fino a Nancy passando per Pont-à-Mousson, dove attraversa il fiume. Questo primo troncone è stato declassato a D657 nel 2006.
Dopodiché, il vecchio tracciato seguiva ancora il corso del fiume ed è oggi chiamato D570; L’attuale N57, coincidente con la E23 fino alla fine del suo percorso, corre invece poco più ad ovest. Passa per Charmes ed Épinal, da dove la vecchia strada è denominata D157.
Abbandona la valle della Mosella presso Remiremont e si dirige a sud-ovest, servendo così Plombières-les-Bains (dove cominciava la N57bis), Luxeuil-les-Bains, Vesoul e Besançon. Qui la strada statale si interrompeva fino agli anni settanta, quando alla N57 fu aggiunto un nuovo troncone che in precedenza faceva parte della N67: dopo Pontarlier, appena passata Jougne, oggi la statale termina sul confine svizzero in direzione di Vallorbe e Losanna.